# CA6
CA6 (англ. Carbonic anhydrase 6) – білок, який кодується однойменним геном, розташованим у людей на короткому плечі 1-ї хромосоми.  Довжина поліпептидного ланцюга білка становить 308 амінокислот, а молекулярна маса — 35 367.
| 10         |  | 20         |  | 30         |  | 40         |  | 50         |
| ---------- |  | ---------- |  | ---------- |  | ---------- |  | ---------- |
| MRALVLLLSL |  | FLLGGQAQHV |  | SDWTYSEGAL |  | DEAHWPQHYP |  | ACGGQRQSPI |
| NLQRTKVRYN |  | PSLKGLNMTG |  | YETQAGEFPM |  | VNNGHTVQIS |  | LPSTMRMTVA |
| DGTVYIAQQM |  | HFHWGGASSE |  | ISGSEHTVDG |  | IRHVIEIHIV |  | HYNSKYKSYD |
| IAQDAPDGLA |  | VLAAFVEVKN |  | YPENTYYSNF |  | ISHLANIKYP |  | GQRTTLTGLD |
| VQDMLPRNLQ |  | HYYTYHGSLT |  | TPPCTENVHW |  | FVLADFVKLS |  | RTQVWKLENS |
| LLDHRNKTIH |  | NDYRRTQPLN |  | HRVVESNFPN |  | QEYTLGSEFQ |  | FYLHKIEEIL |
| DYLRRALN   |  |            |  |            |  |            |  |            |

A: Аланін

C: Цистеїн

D: Аспарагінова кислота

E: Глутамінова кислота

F: Фенілаланін

G: Гліцин

H: Гістидин

I: Ізолейцин

K: Лізин

L: Лейцин

M: Метіонін

N: Аспарагін

P: Пролін

Q: Глутамін

R: Аргінін

S: Серин

T: Треонін

V: Валін

W: Триптофан

Кодований геном білок за функцією належить до ліаз. 
Білок має сайт для зв'язування з іонами металів, іоном цинку. 
Секретований назовні.